# 4e armée (Empire russe)
Pour les articles homonymes, voir 4e armée.
La quatrième armée est une unité de l'armée impériale russe engagée sur le front de l'Est pendant la Première Guerre mondiale.

## Historique

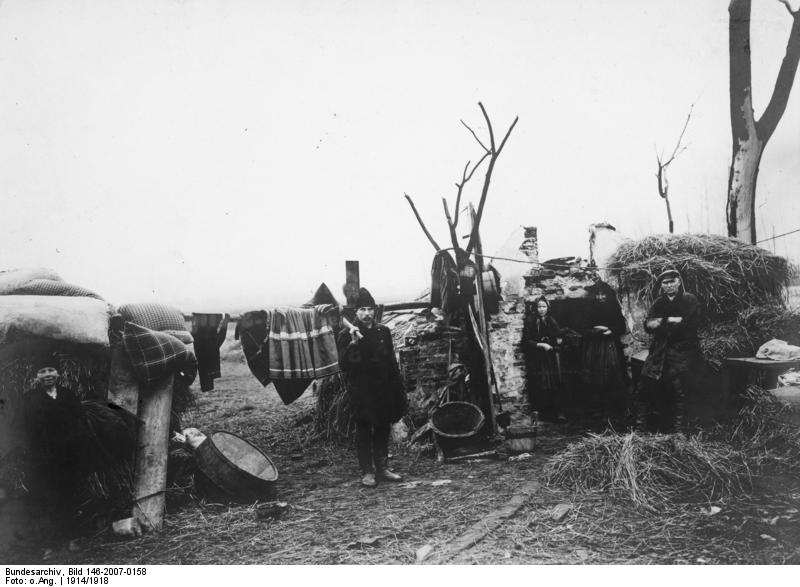
Paysans dans un village détruit à Bednary (Pologne) en 1914

La 4e armée est créé à Kazan en 1914. Elle combat sur le front de l'Est de la Première Guerre mondiale contre les forces allemandes et austro-hongroises et prend part à la bataille de Krasnik (août 1914), à celle de la Vistule (septembre-octobre 1914), à l'offensive de Baranavitchy (juillet 1916). Elle participe aux combats de Roumanie dans la Première Guerre mondiale (1916-1918). Comme les autres armées de l'Empire russe, elle se désorganise pendant la révolution russe en 1917-1918.

## Organisation
- État-major formé en 1914 à Kazan et dissout en 1918.
- Grenadier Corps
- XIVe corps d'armée
- XVIe corps d'armée
- IIIe Corps caucasien

## Fronts

La 4e armée au sud du front roumain, septembre 1916-janvier 1917

La 4e armée a été rattachée à plusieurs fronts :
- Front du Sud-Ouest (Nikolaï Ivanov) d'août 1914 à juin 1915
- Front du Nord-Ouest (Mikhail Alekseïev) de juin à août 1915
- Front de l'Ouest (Alexeï Evert) d'août 1915 à octobre 1916
- Front roumain (chef nominal Ferdinand Ier de Roumanie, chef d'état-major Vladimir Sakharov) d'octobre 1916 au début de 1918

## Commandants
- 19.07.1914-22.08.1914 - Général d'infanterie Anton von Saltza
- 22.08.1914-20.08.1915 - Général d'infanterie Alexeï Evert
- 30.08.1915-21.11.1917 - Général d'infanterie Alexandre Ragoza

Commandants de la 4e armée impériale russe
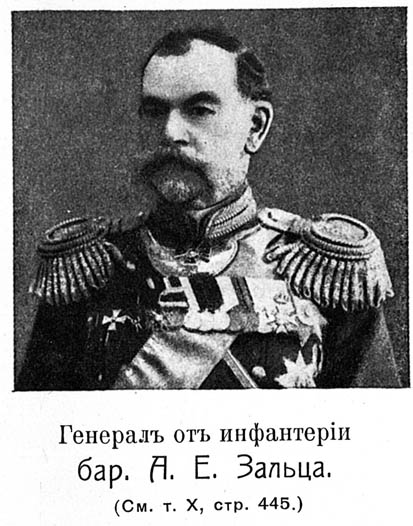
Anton von Saltza
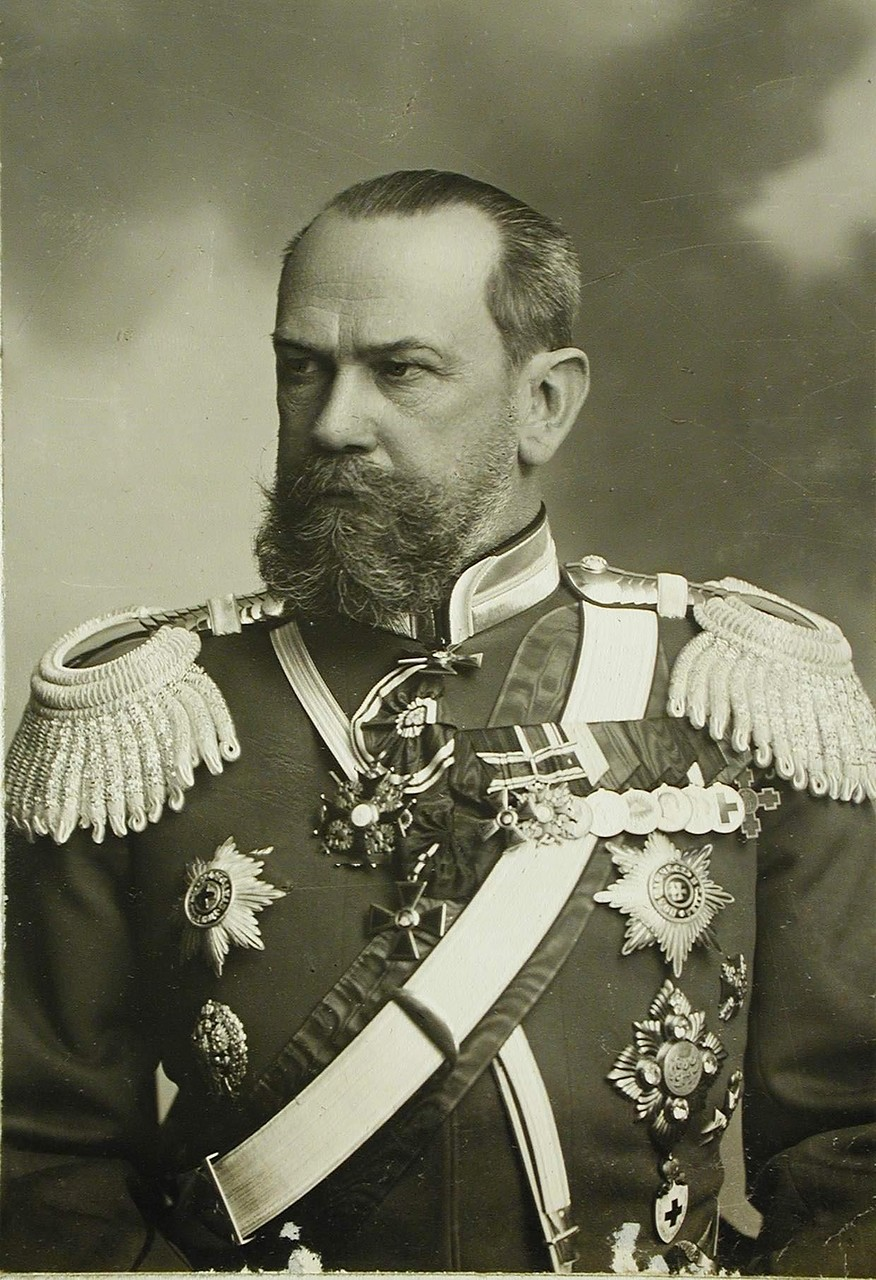
Alexeï Evert
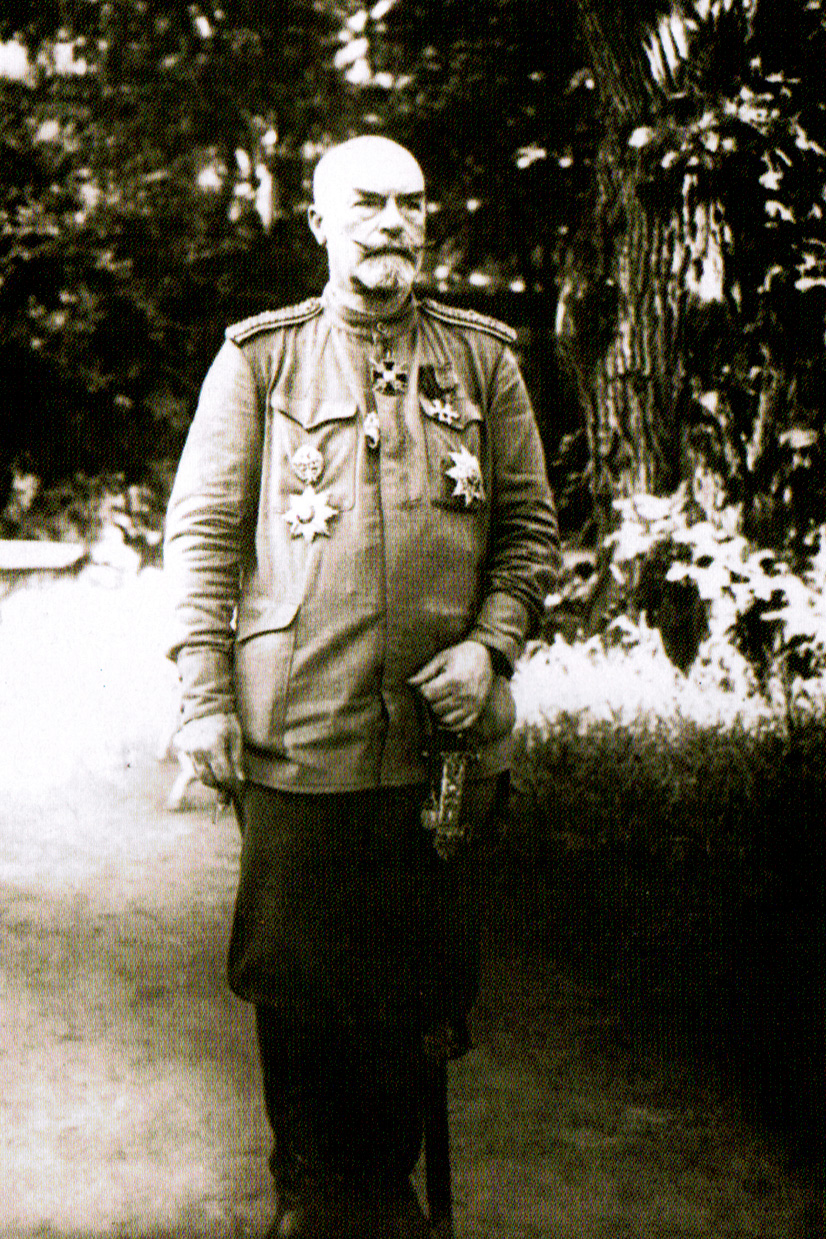
Alexandre Ragoza